# Saison 2021 de Super Rugby
Navigation
Super Rugby 2020 Super Rugby 2022
La saison 2021 de Super Rugby est la vingt-sixième édition de cette compétition de rugby à XV. Elle est disputée par dix franchises, cinq d'Australie et cinq de Nouvelle-Zélande.
La nouveauté est la réduction de quinze à dix équipes, entraînée par le départ des quatre franchises sud-africaines, ainsi que des Sunwolves japonais et les Jaguares argentins. La compétition est recentrée sur l'Australie et la Nouvelle-Zélande. Cette saison voit également le retour de la Western Force, pour porter le nombre de franchises australiennes à cinq.
La compétition est divisée dans la première partie de saison en deux sous-championnats géographiques : le Super Rugby AU en Australie et le Super Rugby Aotearoa en Nouvelle-Zélande. Lors de la seconde partie de saison, les dix équipes s'affrontent dans le cadre du Super Rugby Trans-Tasman (en).

## Organisation
Le format de la compétition est réorganisé, avec un passage de quinze à dix équipes. En effet, les quatre franchises sud-africaines (Bulls, Lions, Sharks et Stormers) quittent le championnat par décision de la fédération, avec le projet de rejoindre le Pro14 européen. Parallèlement, la franchise argentine des Jaguares est écartée pour des raisons économiques, et ils rejoignent la Súperliga Americana. Enfin, le départ de la franchise japonaise des Sunwolves, prévu depuis 2019, est officialisé. En revanche la Western Force, écartée en 2017, fait son retour à la compétition afin de porter à nouveau le nombre d'équipe australiennes à cinq, et le total à dix.
La compétition se déroule en deux phases. La première consiste en deux sous-championnats nationaux : le Super Rugby AU et le Super Rugby Aotearoa. Le premier regroupe les cinq équipes australiennes, et le second les cinq équipes néo-zélandaises. Ces deux compétitions se déroulent parallèlement, lors de dix journées et se terminent par de courtes phases finales. Le Super Rugby Aotearoa s'achève sur une simple finale entre le premier et le deuxième du classement, tandis que le Super Rugby AU voit d'abord s'affronter le deuxième et le troisième du classement dans une finale préliminaire, avant que le vainqueur joue le premier dans la grande finale,.
À la fin de cette première phase, les dix équipes sont regroupées au sein du Super Rugby Trans-Tasman (en). Il s'agit d'un championnat en cinq journées, avant une finale entre le premier et le deuxième du classement.

## Franchises participantes
La compétition oppose dix franchises issues d'Australie et de Nouvelle-Zélande. Chaque franchise représente une aire géographique.
| Nom              | Pays             | Ville        | Stade                   | Entraîneur       | Capitaine                |
| ---------------- | ---------------- | ------------ | ----------------------- | ---------------- | ------------------------ |
| Blues            | Nouvelle-Zélande | Auckland     | Eden Park               | Leon MacDonald   | Patrick Tuipulotu        |
| Brumbies         | Australie        | Canberra     | Canberra Stadium        | Dan McKellar     | Allan Alaalatoa          |
| Chiefs           | Nouvelle-Zélande | Hamilton     | Waikato Stadium         | Clayton McMillan | Sam Cane                 |
| Crusaders        | Nouvelle-Zélande | Christchurch | Rugby League Park       | Scott Robertson  | Scott Barrett            |
| Highlanders      | Nouvelle-Zélande | Dunedin      | Forsyth Barr Stadium    | Tony Brown       | Ash Dixon et Aaron Smith |
| Hurricanes       | Nouvelle-Zélande | Wellington   | Westpac Stadium         | Jason Holland    | Ardie Savea              |
| Melbourne Rebels | Australie        | Melbourne    | AAMI Park               | David Wessels    | Dane Haylett-Petty       |
| Queensland Reds  | Australie        | Brisbane     | Suncorp Stadium         | Brad Thorn       | Liam Wright              |
| Waratahs         | Australie        | Sydney       | Sydney Football Stadium | Rob Penney       | Jake Gordon              |
| Western Force    | Australie        | Perth        | Perth Oval              | Tim Sampson      | Ian Prior                |

## La compétition

### Super Rugby AU

#### Classement phase régulière
| Rang | Franchise        | J | V | N | D | Bo | Bd | Pm  | Pe  | Diff | Pts |
| ---- | ---------------- | - | - | - | - | -- | -- | --- | --- | ---- | --- |
| 1    | Queensland Reds  | 8 | 7 | 0 | 1 | 4  | 1  | 271 | 170 | +101 | 33  |
| 2    | Brumbies         | 8 | 6 | 0 | 2 | 3  | 2  | 267 | 165 | +102 | 29  |
| 3    | Western Force    | 8 | 4 | 0 | 4 | 0  | 2  | 148 | 193 | -45  | 18  |
| 4    | Melbourne Rebels | 8 | 3 | 0 | 5 | 0  | 4  | 178 | 182 | -4   | 16  |
| 5    | Waratahs         | 8 | 0 | 0 | 8 | 0  | 3  | 138 | 292 | -154 | 3   |

Attribution des points : victoire : 4, match nul : 2, défaite : 0 ; plus les bonus (offensif : 3 essais de plus que l'adversaire ; défensif : défaite par 7 points d'écart ou moins).

#### Résultats détaillés
Les points marqués par chaque équipe sont inscrits dans les colonnes centrales (3-4) alors que les essais marqués sont donnés dans les colonnes latérales (1-6). Les points de bonus sont symbolisés par une bordure bleue pour les bonus offensifs (trois essais de plus que l'adversaire), orange pour les bonus défensifs (défaite par moins de sept points d'écart), rouge si les deux bonus sont cumulés.

#### Finale de qualification
| 1 mai 2021 11h45 | Brumbies | 21-9 (12-3) | Western Force                                                                     | Canberra, GIO Stadium Arbitre : Nic Berry |
| 1 mai 2021 11h45 | Essai(s) : Tom Wright (36e), Tom Banks (40e) Transformation(s) : Noah Lolesio (36e) Pénalité(s) : Noah Lolesio (61e), Ryan Lonergan (73e, 78e) |             | Pénalité(s) : Domingo Miotti (35e, 46e, 69e) Carton(s) rouge(s) : Toni Pulu (41e) | Canberra, GIO Stadium Arbitre : Nic Berry |
| 1 mai 2021 11h45 | |             |                                                                                   | Canberra, GIO Stadium Arbitre : Nic Berry |

#### Finale
| 8 mai 2021 11h45 | Reds | 19 - 16 (6-13) | Brumbies | Brisbane, Suncorp Stadium Arbitre : Nic Berry |
| 8 mai 2021 11h45 | Essai(s) : James O'Connor (85e) Transformation(s) : James O'Connor (87e) Pénalité(s) : James O'Connor (3e, 30e, 51e, 64e) |                | Essai(s) : Tom Banks (13e) Transformation(s) : Noah Lolesio (14e) Pénalité(s) : Noah Lolesio (32e, 40e, 71e) Carton(s) jaune(s) : Rob Valetini (61e), Darcy Swain (78e), Luke Reimer (81e) | Brisbane, Suncorp Stadium Arbitre : Nic Berry |
| 8 mai 2021 11h45 | |                | | Brisbane, Suncorp Stadium Arbitre : Nic Berry |

#### Meilleurs réalisateurs
| Rang | Joueur         | Club          | Poste            | Points | Essais | Transf. | Pén. | Drop |
| ---- | -------------- | ------------- | ---------------- | ------ | ------ | ------- | ---- | ---- |
| 1    | James O'Connor | Reds          | Demi d'ouverture | 121    | 1      | 25      | 22   | 0    |
| 2    | Matt Toomua    | Rebels        | Demi d'ouverture | 102    | 1      | 8       | 27   | 0    |
| 3    | Noah Lolesio   | Brumbies      | Demi d'ouverture | 84     | 2      | 25      | 8    | 0    |
| 4    | Domingo Miotti | Western Force | Demi d'ouverture | 46     | 0      | 5       | 11   | 1    |
| 5    | Will Harrison  | Waratahs      | Demi d'ouverture | 39     | 1      | 5       | 8    | 0    |

#### Meilleurs marqueurs
Classement des meilleurs marqueurs — Mis à jour le 10 mai 2021
| Rang | Joueur           | Club          | Poste           | Essais |
| ---- | ---------------- | ------------- | --------------- | ------ |
| 1    | Tom Banks        | Brumbies      | Arrière         | 6      |
| 1    | Alex Mafi        | Reds          | Talonneur       | 6      |
| 3    | Taniela Tupou    | Reds          | Pilier          | 5      |
| 4    | Folau Fainga'a   | Brumbies      | Talonneur       | 4      |
| 4    | Tom Wright       | Brumbies      | Ailier          | 4      |
| 4    | Hunter Paisami   | Reds          | Centre          | 4      |
| 4    | Filipo Daugunu   | Reds          | Ailier          | 4      |
| 4    | Jordan Olowofela | Western Force | Ailier          | 4      |
| 9    | Mackenzie Hansen | Brumbies      | Ailier          | 3      |
| 9    | Len Ikitau       | Brumbies      | Centre          | 3      |
| 9    | Andy Muirhead    | Brumbies      | Ailier          | 3      |
| 9    | Jock Campbell    | Reds          | Arrière, ailier | 3      |
| 9    | Jack Maddocks    | Waratahs      | Arrière, ailier | 3      |
| 9    | Feleti Kaitu'u   | Western Force | Talonneur       | 3      |

#### Récompenses
Joueur de la saison :  James O'Connor (demi d'ouverture, Reds)
| Arrière                | [15] Tom Banks (Brumbies)          | [15] Tom Banks (Brumbies)          |
| Trois quarts ailes     | [14] Marika Koroibete (Rebels)     | [11] Andy Muirhead (Brumbies)      |
| Trois quarts centres   | [13] Len Ikitau (Brumbies)         | [12] Hunter Paisami (Reds)         |
| Charnière              | [10] James O'Connor (Reds)         | [9] Tate McDermott (Reds)          |
| Troisième ligne centre | [8] Harry Wilson (Reds)            | [8] Harry Wilson (Reds)            |
| Troisième ligne aile   | [7] Fraser McReight (Reds)         | [6] Rob Valetini (Brumbies)        |
| Deuxième ligne         | [5] Trevor Hosea (Rebels)          | [4] Cadeyrn Neville (Brumbies)     |
| Piliers                | [3] Taniela Tupou (Reds)           | [1] Tom Robertson (Western Force)  |
| Talonneur              | [2] Feleti Kaitu'u (Western Force) | [2] Feleti Kaitu'u (Western Force) |

### Super Rugby Aotearoa

#### Classement phase régulière
| Rang | Franchise   | J | V | N | D | Bo | Bd | Pm  | Pe  | Diff | Pts |
| ---- | ----------- | - | - | - | - | -- | -- | --- | --- | ---- | --- |
| 1    | Crusaders   | 8 | 6 | 0 | 2 | 3  | 1  | 237 | 165 | +72  | 28  |
| 2    | Chiefs      | 8 | 5 | 0 | 3 | 0  | 0  | 187 | 230 | -43  | 20  |
| 3    | Blues       | 8 | 4 | 0 | 4 | 2  | 2  | 210 | 191 | +19  | 20  |
| 4    | Highlanders | 8 | 3 | 0 | 5 | 1  | 1  | 201 | 226 | -25  | 14  |
| 5    | Hurricanes  | 8 | 2 | 0 | 6 | 1  | 3  | 200 | 223 | -23  | 12  |

Attribution des points : victoire : 4, match nul : 2, défaite : 0 ; plus les bonus (offensif : 3 essais de plus que l'adversaire ; défensif : défaite par 7 points d'écart ou moins).

#### Résultats détaillés
Les points marqués par chaque équipe sont inscrits dans les colonnes centrales (3-4) alors que les essais marqués sont donnés dans les colonnes latérales (1-6). Les points de bonus sont symbolisés par une bordure bleue pour les bonus offensifs (trois essais de plus que l'adversaire), orange pour les bonus défensifs (défaite par moins de sept points d'écart), rouge si les deux bonus sont cumulés.

#### Finale
| 8 mai 2021 9h05 | Crusaders | 24 - 13 (15-10) | Chiefs | Christchurch, Orangetheory Stadium Arbitre : Ben O'Keeffe |
| 8 mai 2021 9h05 | Essai(s) : Sevu Reece (7e), Will Jordan (16e) Transformation(s) : Richie Mo'unga (8e) Pénalité(s) : Richie Mo'unga (37e, 69e, 76e) Drop(s) : Richie Mo'unga (64e) Carton(s) jaune(s) : Codie Taylor (53e), Sevu Reece (58e) |                 | Essai(s) : Damian McKenzie (20e) Transformation(s) : Damian McKenzie (20e) Pénalité(s) : Damian McKenzie (15e, 59e) | Christchurch, Orangetheory Stadium Arbitre : Ben O'Keeffe |
| 8 mai 2021 9h05 | |                 | | Christchurch, Orangetheory Stadium Arbitre : Ben O'Keeffe |

#### Meilleurs réalisateurs
| Rang | Joueur          | Club        | Poste                     | Points | Essais | Transf. | Pén. | Drop |
| ---- | --------------- | ----------- | ------------------------- | ------ | ------ | ------- | ---- | ---- |
| 1    | Damian McKenzie | Chiefs      | Arrière, demi d'ouverture | 111    | 4      | 17      | 19   | 0    |
| 2    | Richie Mo'unga  | Crusaders   | Demi d'ouverture          | 104    | 2      | 23      | 15   | 1    |
| 3    | Jordie Barrett  | Hurricanes  | Arrière                   | 95     | 3      | 16      | 16   | 0    |
| 4    | Otere Black     | Blues       | Demi d'ouverture          | 71     | 1      | 18      | 10   | 0    |
| 5    | Josh Ioane      | Highlanders | Demi d'ouverture, Arrière | 47     | 2      | 11      | 5    | 0    |

#### Meilleurs marqueurs
Classement des meilleurs marqueurs — Mis à jour le 10 mai 2021
| Rang | Joueur               | Club        | Poste                     | Essais |
| ---- | -------------------- | ----------- | ------------------------- | ------ |
| 1    | Codie Taylor         | Crusaders   | Talonneur                 | 7      |
| 2    | Will Jordan          | Crusaders   | Arrière                   | 5      |
| 2    | Sevu Reece           | Crusaders   | Ailier                    | 5      |
| 2    | Jona Nareki          | Highlanders | Ailier                    | 5      |
| 5    | Kurt Eklund          | Blues       | Talonneur                 | 4      |
| 5    | Damian McKenzie      | Chiefs      | Arrière, demi d'ouverture | 4      |
| 7    | Hoskins Sotutu       | Blues       | Troisième ligne           | 3      |
| 7    | Connor Garden-Bachop | Highlanders | Ailier                    | 3      |
| 7    | Asafo Aumua          | Huricanes   | Talonneur                 | 3      |
| 7    | Jordie Barrett       | Hurricanes  | Arrière                   | 3      |
| 7    | Salesi Rayasi        | Hurricanes  | Ailier                    | 3      |

### Super Rugby Trans-Tasman

#### Classement phase régulière
| Rang | Franchise        | J | V | N | D | Bo | Bd | Pm  | Pe  | Diff | Pts |
| ---- | ---------------- | - | - | - | - | -- | -- | --- | --- | ---- | --- |
| 1    | Blues            | 5 | 5 | 0 | 0 | 3  | 0  | 198 | 79  | +119 | 23  |
| 2    | Highlanders      | 5 | 5 | 0 | 0 | 3  | 0  | 199 | 96  | +103 | 23  |
| 3    | Crusaders        | 5 | 5 | 0 | 0 | 3  | 0  | 229 | 132 | +97  | 23  |
| 4    | Hurricanes       | 5 | 4 | 0 | 1 | 4  | 1  | 195 | 93  | +102 | 21  |
| 5    | Chiefs           | 5 | 4 | 0 | 1 | 2  | 1  | 170 | 111 | +59  | 19  |
| 6    | Brumbies         | 5 | 1 | 0 | 4 | 0  | 1  | 82  | 152 | -70  | 5   |
| 7    | Queensland Reds  | 5 | 1 | 0 | 4 | 0  | 1  | 125 | 211 | -86  | 5   |
| 8    | Western Force    | 5 | 0 | 0 | 5 | 0  | 1  | 82  | 148 | -66  | 1   |
| 9    | Melbourne Rebels | 5 | 0 | 0 | 5 | 0  | 0  | 95  | 215 | -120 | 0   |
| 10   | Waratahs         | 5 | 0 | 0 | 5 | 0  | 0  | 127 | 265 | -138 | 0   |

Attribution des points : victoire : 4, match nul : 2, défaite : 0 ; plus les bonus (offensif : 3 essais de plus que l'adversaire ; défensif : défaite par 7 points d'écart ou moins).

#### Finale
| 19 juin 2021 | Blues | 23 - 15 | Highlanders                                                                | Auckland, Eden Park 36 000 spectateurs Arbitre : Mike Fraser |
| 19 juin 2021 | Essai(s) : Mark Telea, Blake Gibson Transformation(s) : Otere Black, Harry Plummer Pénalité(s) : Otere Black, Harry Plummer (2) |         | Pénalité(s) : Mitchell Hunt (4), Josh Ioane Carton(s) jaune(s) : Ash Dixon | Auckland, Eden Park 36 000 spectateurs Arbitre : Mike Fraser |
| 19 juin 2021 | |         |                                                                            | Auckland, Eden Park 36 000 spectateurs Arbitre : Mike Fraser |